# Bolxoi Xantar
Bolxoi Xantar (en rus: Большо́й Шантар) és una illa de les illes Xantar, al mar d'Okhotsk. Administrativament pertany al Krai de Khabàrovsk, al Districte Federal de l'Extrem Orient de Rússia.

## Geografia
Amb una superfície de 1.766 km², és l'illa més gran de l'arxipèlag. Fa 72 quilòmetres de llargada per 49 d'amplada. El seu punt més elevat, a l'est, és el mont Vessiólaia, que s'eleva fins als 720 msnm. A la part nord-est, separada del mar per una fina franja de terra, però connectada per un canal estret, hi ha el gran llac Bolxoie. La badia de Iakxin es troba al costat sud-oest de l'illa.
L'illa Feklistova es troba a uns 20 km a l'oest, separada per l'estret de Severni.

## Història
Les illes Xantar van ser explorades per topògrafs russos entre 1711 i 1725. Bolxoi Xantar va ser freqüentada per baleners estatunidencs entre 1852 i 1907, que anaven rere balenes de Groenlàndia, sobretot als estrets que separen Bolxoi Xantar de Feklistova i Prokofieva. També van anar a terra per obtenir fusta i aigua i caçar óssos i guineus. Dos vaixells baleners van naufragar a l'illa. El 18 d'octubre de 1858, la bricbarca Rajah (250 tones), de New Bedford, va naufragar al costat nord de l'illa durant un fort vendaval. El capità Ansel N. Stewart, el primer oficial, i 11 homes més van morir; el segon oficial i dotze tripulants més van ser salvats quatre dies després pel vaixell Condor (349 tones), de New Bedford. Cinc homes, inclòs el capità, van ser enterrats a l'illa. El 30 d'agost de 1907 la goleta Carrie and Annie (90 tones), de San Francisco, va naufragar a l'illa durant una forta tempesta. La tripulació va romandre a l'illa fins a l'11 de setembre, quan el transport rus Nitzun els va rescatar.
Forma part del Pac Nacional de les illes Xantar.

## Flora i fauna
La major part de l'illa està coberta per boscos de coníferes, especialment Picea obovata i làrix. A la part sud de l'illa hi ha bedolls i verns. Al llac Bolxoie hi ha dos tipus d'osmèrids, Hypomesus japonicus i Hypomesus olidus. Durant la primavera i l'estiu el pigarg de Steller i el xatrac de les Aleutianes nien a l'illa. També hi nia el gavotí jaspiat asiàtic.